# Karol Kubalica
Karol Kubalica (ur. 20 października 1923 w Pietrzykowicach, zm. 22 stycznia 2001 w Słupsku) – funkcjonariusz Milicji Obywatelskiej, pułkownik MO.
Syn Franciszka i Teresy z domu Fijak. Członek PZPR od 1948. Wykształcenie wyższe. Pełnił funkcję komendanta Szkoły Podoficerskiej Milicji Obywatelskiej w Słupsku (1963–1989). Był jednym z oskarżonych w procesie o sprawstwo kierownicze w wydarzeniach Grudnia '70. Pochowany na Starym Cmentarzu w Słupsku.

## Odznaczenia
- Order Sztandaru Pracy I klasy (1984)[5]